# Ориентированное на пользователя проектирование
Ориентированное на пользователя проектирование (ОПП) — это стратегия проектирования и процесс, в котором потребностям, желаниям и ограничениям конечных пользователей продукта уделяется обширное внимание на каждой стадии процесса проектирования. Ориентированное на пользователя проектирование может быть охарактеризовано как многоступенчатый процесс решения задач, который требует, чтобы проектировщики не только анализировали и предвидели и, вероятно, как пользователи, использовали продукт, но также и проверили достоверность предположений относительно пользовательского поведения в реальных тестах с потенциальными пользователями. Такое тестирование необходимо, поскольку для проектировщиков продукта часто очень трудно интуитивно понять, каковы новые пользователи их стратегии проектирования, и какова кривая обучаемости каждого пользователя.
Главное отличие ОПП от других методов проектирования в попытке оптимизировать продукт так, как пользователи могут, хотят, или должны его использовать, вместо того, чтобы вынудить пользователей изменить своё поведение для приспособления к продукту.

## Модели и подходы
Например, ориентированный на пользователя процесс проектирования может помочь разработчикам программного обеспечения в полном объеме реализовать цели продукта. Требования пользователей учитываются с самого начала и включены в полный жизненный цикл продукта. Эти требования принимаются к сведению и уточняются различными исследованиями, включающими: этнографические исследования, контекстный запрос, испытания опытного образца, юзабилити-тестирование и другие методы. В качестве генеративных методов могут быть использованы в том числе: карты сортировки, близость диаграммного изображения и объединенные запланированные собрания. Кроме того, требования пользователей могут быть основаны на тщательном анализе пригодных к использованию продуктов, похожих на разрабатываемый продукт.
- Кооперативное проектирование: с участием проектировщиков и пользователей на равных условиях. Эта скандинавская традиция проектирования ИТ артефактов развивается с 1970 года.
- Совместное проектирование — североамериканской термин той же концепции, вдохновленный кооперативным проектированием, с акцентом на участие пользователей. С 1990 года 2 раза в год проходит конференция по кооперативному проектированию.
- Контекстуальное проектирование — проектирование, сфокусированное на заказчике в фактической связи, включая некоторые идеи совместного проектирования.

Все эти принципы соответствуют стандарту ИСО 9241-210 (юзабилити для интерактивных систем).

## Цель
ОПП отвечает на вопросы о конечных пользователях, их целях и задачах, а затем использует результаты для принятия решений о разработке и проектировании. ОПП веб-сайта, например — это попытка ответить на следующие вопросы:
- Кто является пользователем документа?
- Каковы пользовательские цели и задачи?
- Какой у пользователей уровень опыта работы с документом и похожими документами?
- Какие функции документа нужны пользователям?
- Какая информация может быть необходима пользователям, в какой форме?
- Как, по мнению пользователя, документ должен работать?

## Элементы
В качестве примеров элементов ОПП, основные элементы ОПП веб-сайта, являются значения видимости, доступности, четкости и языка.

### Видимость
Видимость помогает пользователю выстроить мысленную модель документа. Модели помогают пользователю предсказать эффекты их действий при использовании документа. Важные элементы (такие, как помощь навигации) должны быть ярко выраженными. Пользователи должны быть в состоянии оценить с первого взгляда, что они могут и не могут делать с документом.

### Доступность
Пользователи должны быть в состоянии найти информацию быстро и легко во всем документе, независимо от её объема. Пользователям должны быть предложены различные способы поиска информации (например, элементы навигации, функции поиска, содержание, четко обозначены разделы, номера страниц, цветовое оформление и прочее). Навигационные элементы должны быть в соответствии с жанром документа. «Формирование фрагментов» является полезной стратегией, которая включает в себя разделение свежей информации на мелкие кусочки, которые могут быть организованы в определенном порядке или иерархии. Способность беглого просмотра документа позволяет пользователям найти часть информации путём сканирования, а не чтения. Часто используются жирный шрифт и курсив .

### Чёткость
Текст должен быть простым для чтения: в ходе анализа риторической ситуации, проектировщик должен выбрать полезный стиль шрифта. Орнаментные шрифты и тексты, написанные полностью заглавными буквами очень сложно читать, однако, курсив и выделение жирным может оказаться полезным при правильном использовании. Тексты, написанные огромными или очень мелкими шрифтами, также сложно читать (рекомендуется шрифт Sans Serif размером от 10-12 пикселей или Serif размером 12-16 пикселей). Высокая разница в контрастах между текстом и фоном также помогает увеличить четкость. Темный текст на светлом фоне выглядит наиболее чётко.

### Язык
В зависимости от риторической ситуации, требуются определенные типы языка. Короткие предложения являются полезными, а также краткие, хорошо написанные тексты, используемые в объяснениях и аналогичных ситуациях объемного текста. Если ситуация не требует, не используйте жаргон или технические термины. Многие писатели используют активный залог глаголов и простую структуру предложения.